# Żywotnikowiec japoński
Żywotnikowiec japoński (Thujopsis dolabrata L.f.) – gatunek drzewa z rodziny cyprysowatych (Cupressaceae), reprezentujący monotypowy rodzaj żywotnikowiec (Thujopsis). Pochodzi z wilgotnych, górskich lasów z wysp Hokkaido, Honsiu i Kiusiu w Japonii. Tworzy lasy na wysokościach od 600 do 1600 m n.p.m., w których rośnie razem z jodłą nikko, żywotnikiem japońskim i choiną różnoigłową. Dostarcza cenionego drewna wykorzystywanego w budowie statków, odpornego na gnicie. Do Europy sprowadzony w połowie XIX wieku.

## Morfologia

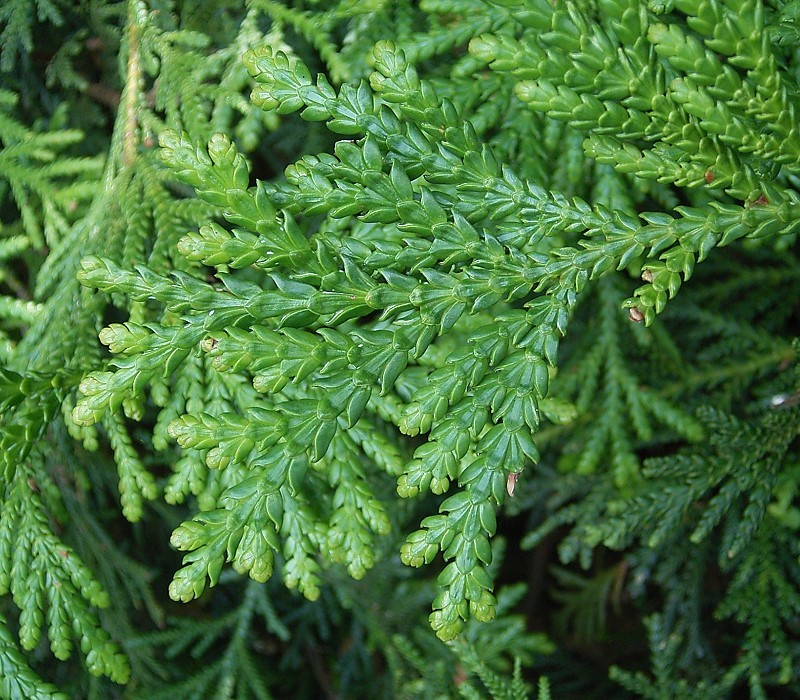
Gałązka

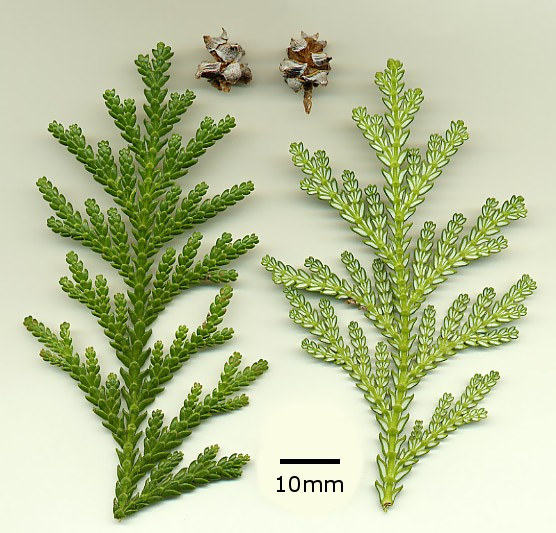
Liść od góry (z lewej), od dołu
(z prawej) i szyszki

PokrójDrzewo osiągające w naturze do 35 m wysokości o koronie stożkowatej i gęstej. W Europie do ok. 10 (Polska) – 20 m (Anglia). Gałązki ułożone w płaszczyźnie i podobne do żywotników, jednak bardziej tęgie, szersze i błyszczące. Często rośnie wielopniowo, tworząc nawet do 30 wyprostowanych pni. Konary poziomo rozpostarte, na końcach gałęzie zwieszone.
PieńO średnicy do 1,5 m. W klimacie środkowoeuropejskim rośnie wolno, średnio 10 cm rocznie. Kora czerwonobrązowa, łuszcząca się.
LiścieGrube, łuskowate igły (do 8 mm długości) ciemnozielone, błyszczące, ściśle do siebie przylegają. Od spodu z charakterystyczną kredowo białą plamką.
KwiatyDrobne i rozdzielnopłciowe (drzewa jednopienne). Męskie kwiaty są czarniawe, zebrane w jajowate szyszeczki, a żeńskie niebieskawo-szare.
SzyszkiKuliste, średnicy do 15 mm. Łuski szyszek w liczbie 6–10 zgrubiałe, drewniejące, z charakterystycznie odgiętym wyrostkiem, pokryte sinym nalotem woskowym. Nasiona spłaszczone i wąsko oskrzydlone (3-5 nasion pod jedną łuską).

## Systematyka i zmienność
Jedyny znany gatunek swego rodzaju, który jest siostrzany dla rodzaju żywotnik (Thuja) w obrębie podrodziny Cupressoideae w rodzinie cyprysowatych (Cupressaceae). W obrębie gatunku wyróżnia się jedną odmianę biologiczną i szereg uprawnych.
Odmiana Hondy – var. hondae Makino 1901: wyróżnia się bardziej zagęszczoną koroną i ulistnieniem, mniejszymi łuskami o prostych końcach, szyszkami osiągającymi do 20 mm średnicy z łuskami zgrubiałymi i pozbawionymi wyrostków. Występuje od środkowej części Honsiu po Hokkaido, tj. w północnej części zasięgu gatunku.

## Zastosowanie
Drzewo ozdobne sadzone w parkach i ogrodach. Dostarcza cenionego, odpornego na gnicie drewna wykorzystywanego w budowie statków, mebli i jako drewno konstrukcyjne.

## Uprawa
Gatunek źle znosi suszę i mrozy, bardzo dobrze natomiast rośnie w cieniu. W warunkach Europy Środkowej najlepiej rośnie na obszarach pod większym wpływem klimatu morskiego.